# Schmidtburg
Die Schmidtburg ist die Ruine einer Höhenburg auf der Gemarkung der Ortsgemeinde Schneppenbach im Landkreis Bad Kreuznach in Rheinland-Pfalz.

## Geographische Lage
Die Ruine der Höhenburg befindet sich in einer Flusskehre auf 321 m ü. NN oberhalb des Hahnenbachtales im Hunsrück. Auf der gegenüberliegenden Seite des Tales sind die Altburg, eine keltische Burganlage, und das Besucherbergwerk Grube Herrenberg, ein aufgelassenes Schieferbergwerk, auf einem Fußweg zu erreichen.

## Beschreibung
Die Burganlage gliedert sich in eine Ober- und eine Unterburg und ist eine der größten Burganlagen der Umgebung.
Die Oberburg ist durch einen Graben von der restlichen Anlage getrennt. Sie bestand aus mehreren Wohngebäuden und einem Bergfried, dessen Reste bei Ausgrabungen gefunden wurden. Die Oberburg war Sitz des Kurtrierer Amtmannes des gleichnamigen Amtes. Das weitläufige Areal der Unterburg war mit zahlreichen Burgmannenhäusern bebaut.

## Geschichte
Es lässt sich vermuten, dass die Schmidtburg auf römischen Ruinen aus dem 4. Jahrhundert erbaut wurde.
Die Schmidtburg soll bereits im Jahr 926 von den drei fränkischen Edelherren Franco, Hunpert und Norpolt zum Schutz gegen Ungarneinfälle errichtet worden sein; eine erste sichere urkundliche Erwähnung erfolgte aber erst 1084 im Zusammenhang mit dem neuen Besitzer Emicho. Dessen Sohn, Emicho II., erbte die Schmidtburg und gab sich später den Beinamen Comes silvestris (Wildgraf).
Die Burg ist eine der Stammburgen der Wildgrafen. In den Jahren 1258 und 1277 erfolgten Teilungen des Besitzes und die Bildung von mehreren Linien. Persönlicher Streit zwischen den Grafen der Linien Schmidtburg und Kyrburg führte zur Lehensauftragung der Schmidtburg an den Kurfürsten und Erzbischof Balduin von Trier. Nach dem Aussterben der Schmidtburger Linie zog dieser die Burg als erledigtes Lehen ein. Bis zum Jahr 1342 versuchten die Wildgrafen durch verschiedene Fehden erfolglos die Burg wieder unter ihre Kontrolle zu bekommen. Damit wurde die Schmidtburg zur kurtrierischen Landesburg und Sitz eines Amtes.
Im 14. Jahrhundert befand sich auf der Unterburg eine große Anzahl von Ritterfamilien, die als Burgmänner auf der Burg wohnten. Im Lauf des 15. und 16. Jahrhunderts wurden die meisten dieser Wohnungen aufgegeben. Nur die Familie der Schenk von Schmidtburg verblieb auf der Unterburg und baute die Nordwestecke zu einer weitgehend eigenständigen Anlage aus.
Während die Unterburg bereits im 16. Jahrhundert zunehmend verfiel, wurden die restlichen Befestigungsanlagen während des Pfälzischen Erbfolgekriegs durch die Franzosen 1688 endgültig zerstört.
Lediglich ein Wohnhaus und ein Wirtschaftsgebäude verblieben den Amtmännern, die noch bis zum Ende des 18. Jahrhunderts das kurtrierische Amt von dort aus verwalteten.
Es wird vermutet, dass auch Johannes Bückler, genannt der Schinderhannes, die Burgruine auf der Flucht vor Kirner und Mainzer Gendarmen als Unterkunft nutzte.

## Bildergalerie

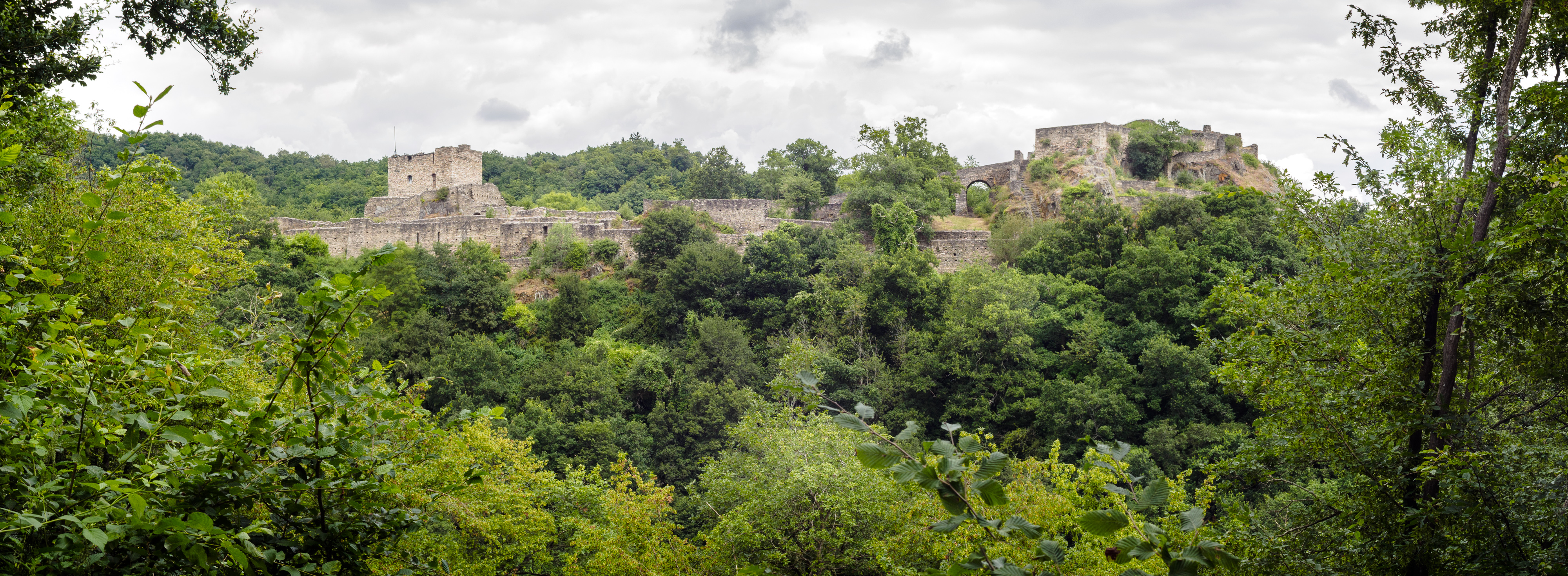
Schmidtburg
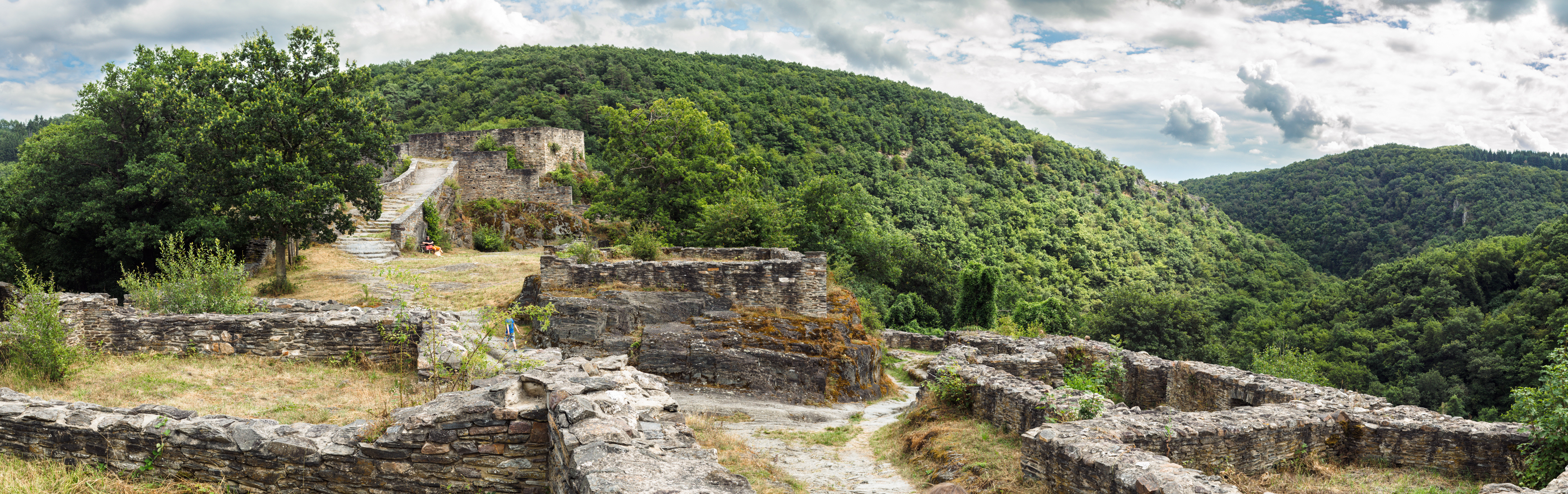
Aussicht von der Unterburg
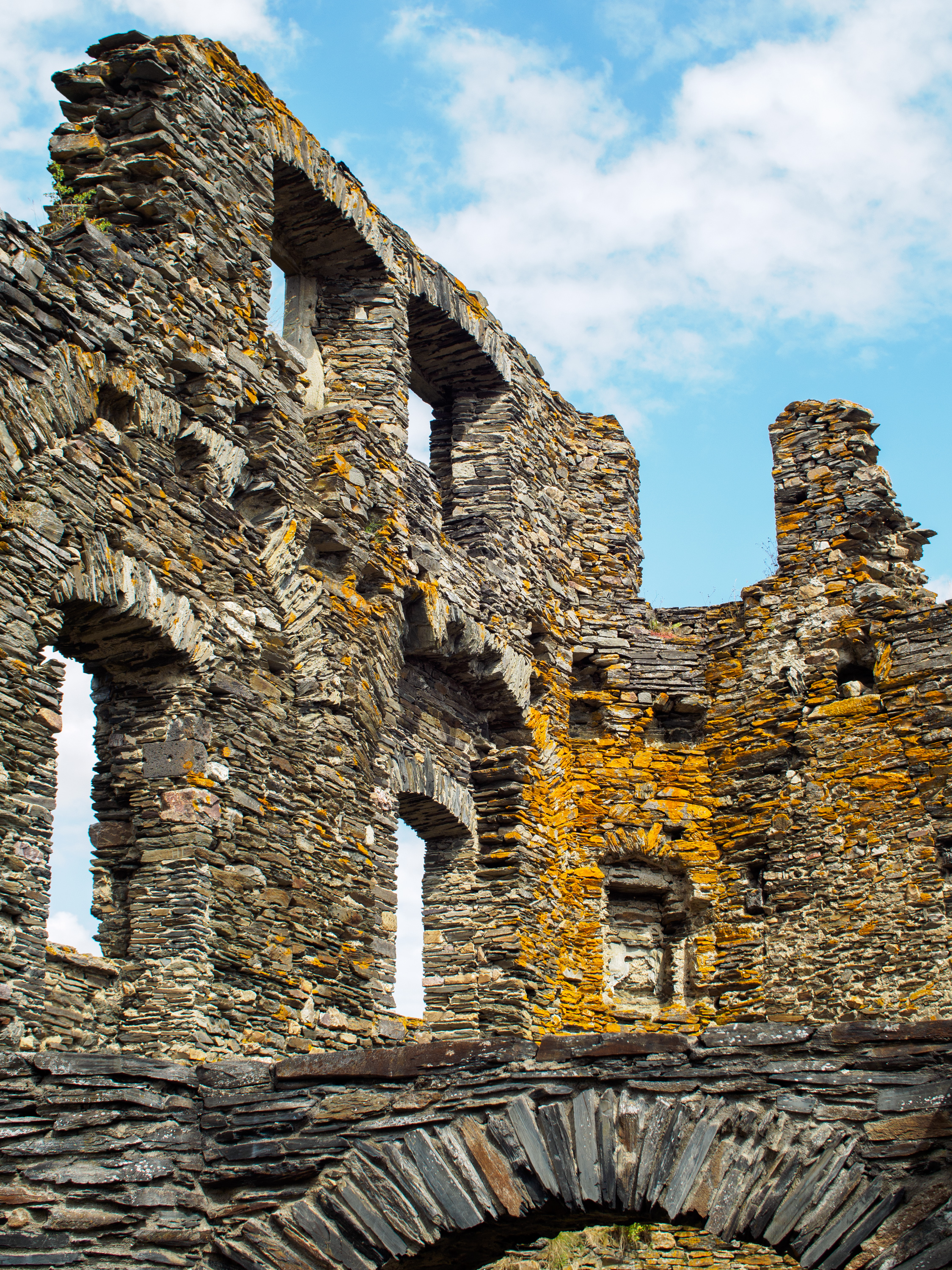
Detail Oberburg
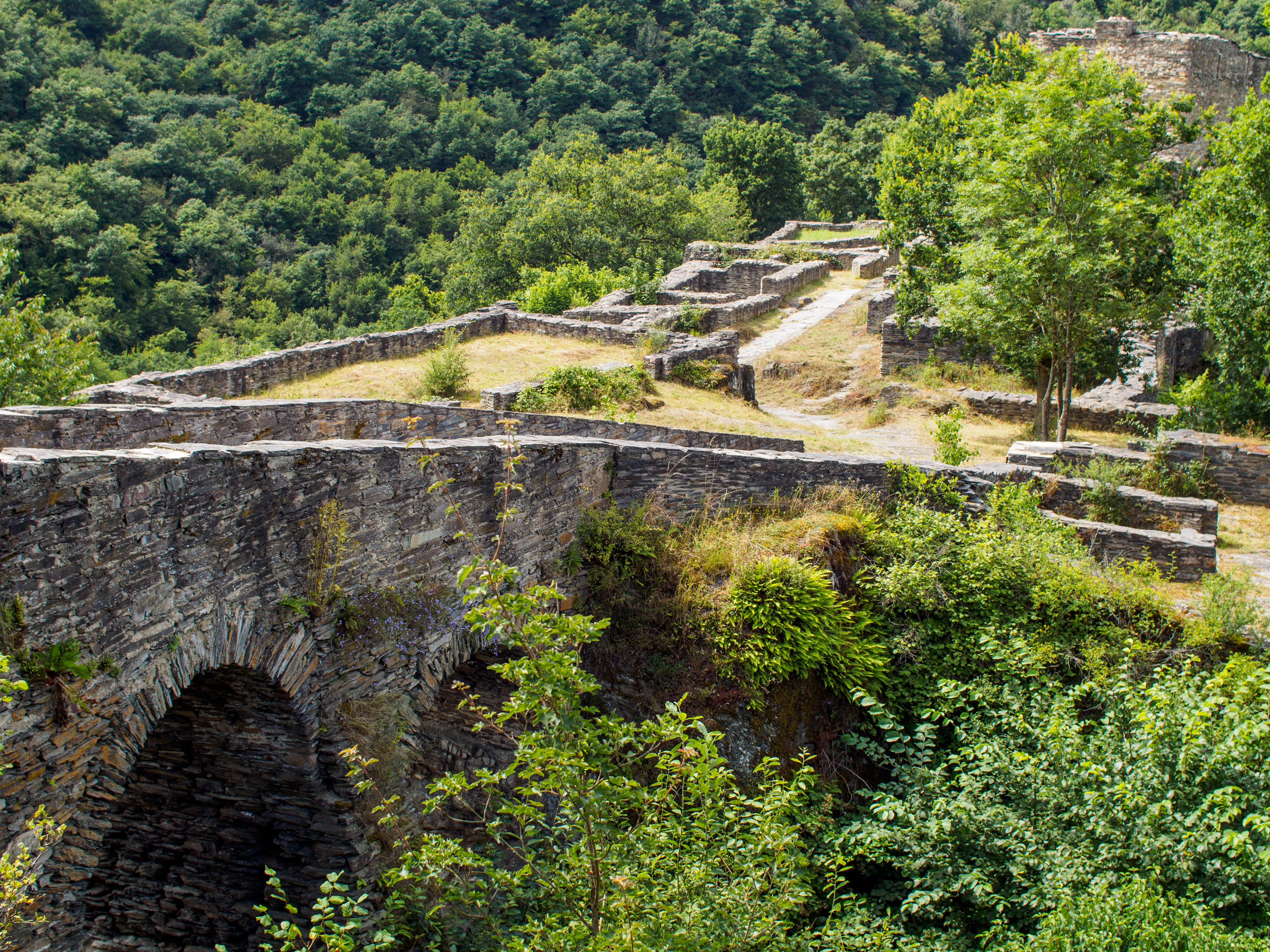
Aussicht von der Oberburg
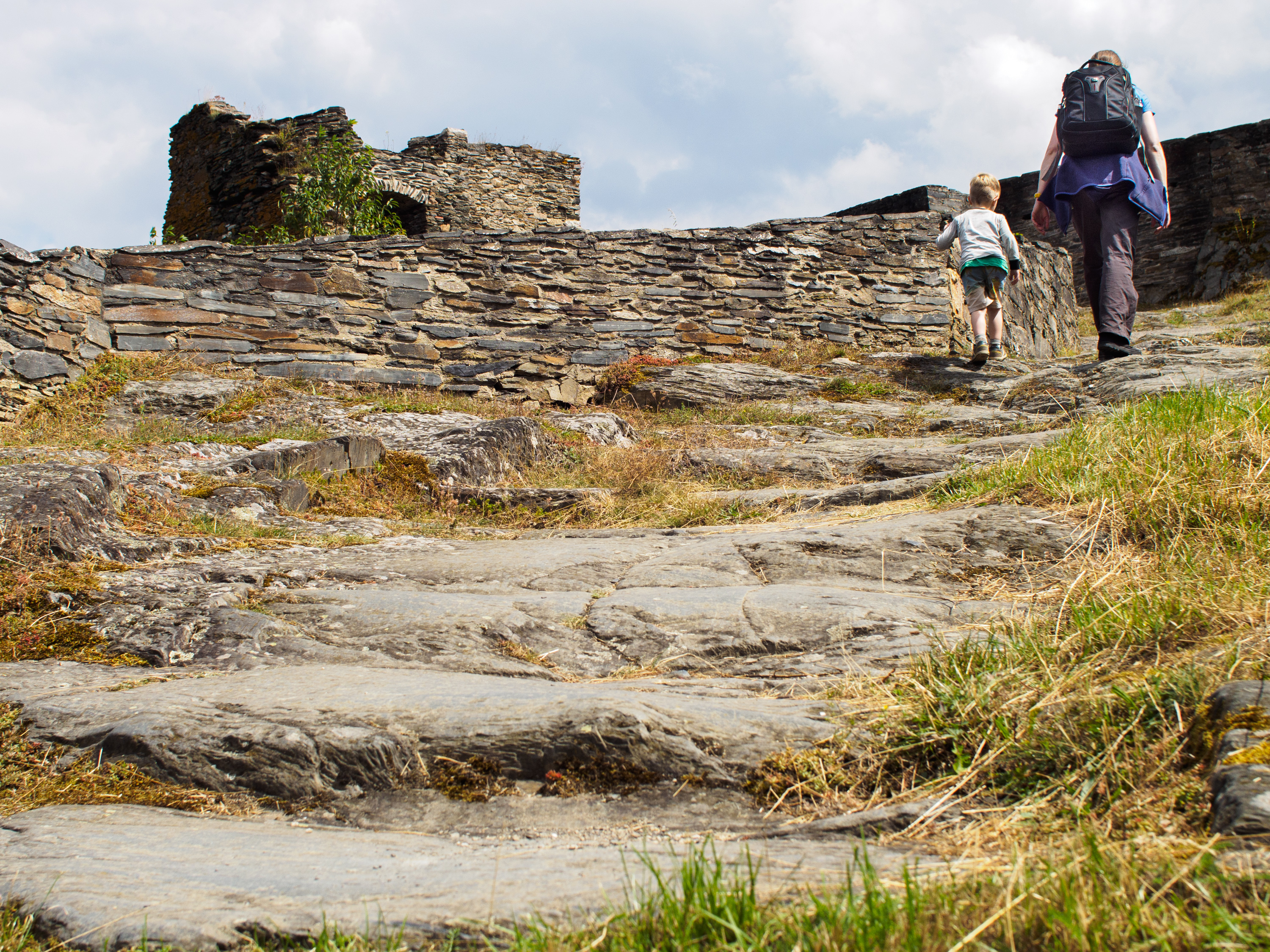
Gehauene Treppe
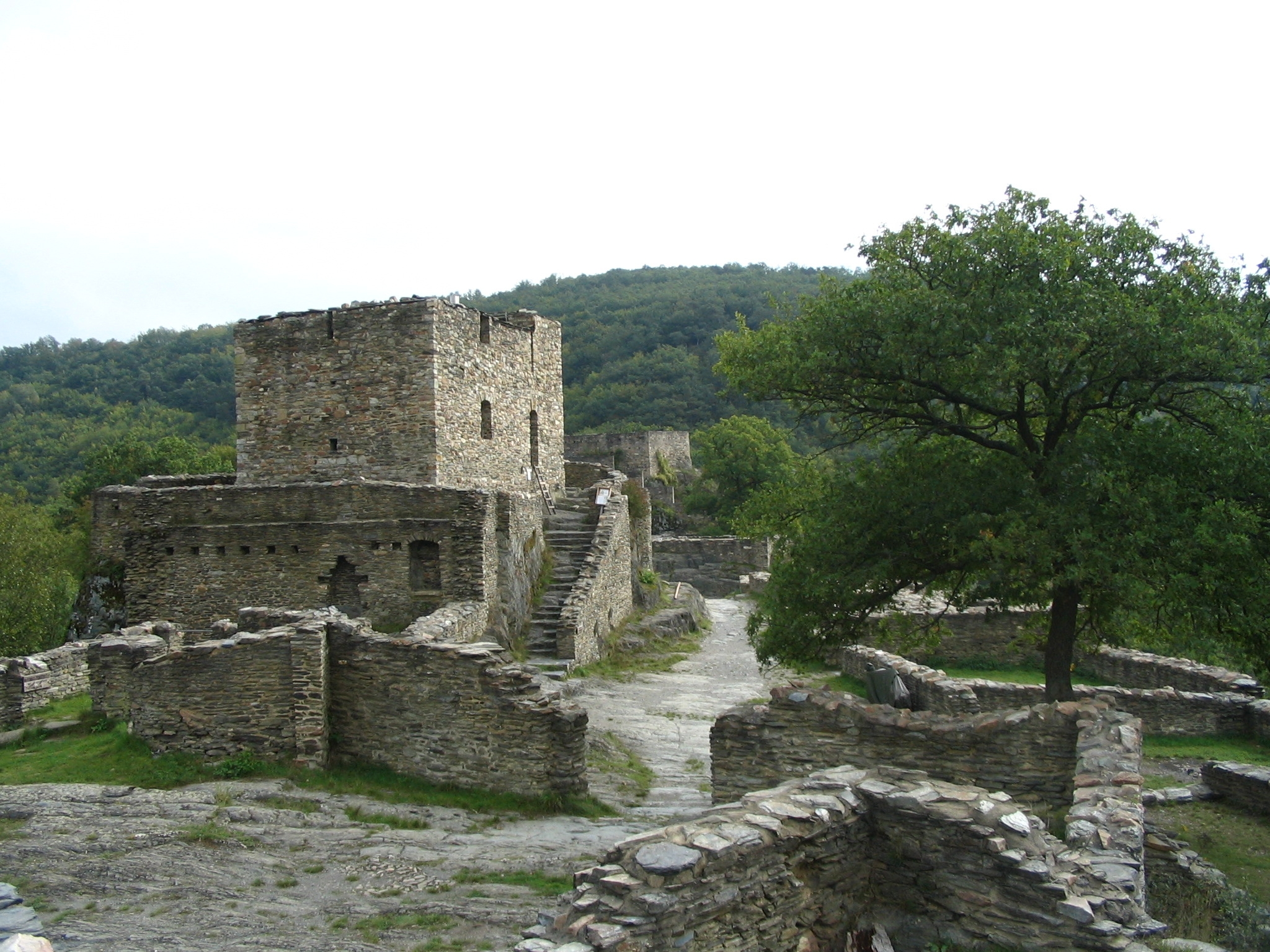
Unterburg
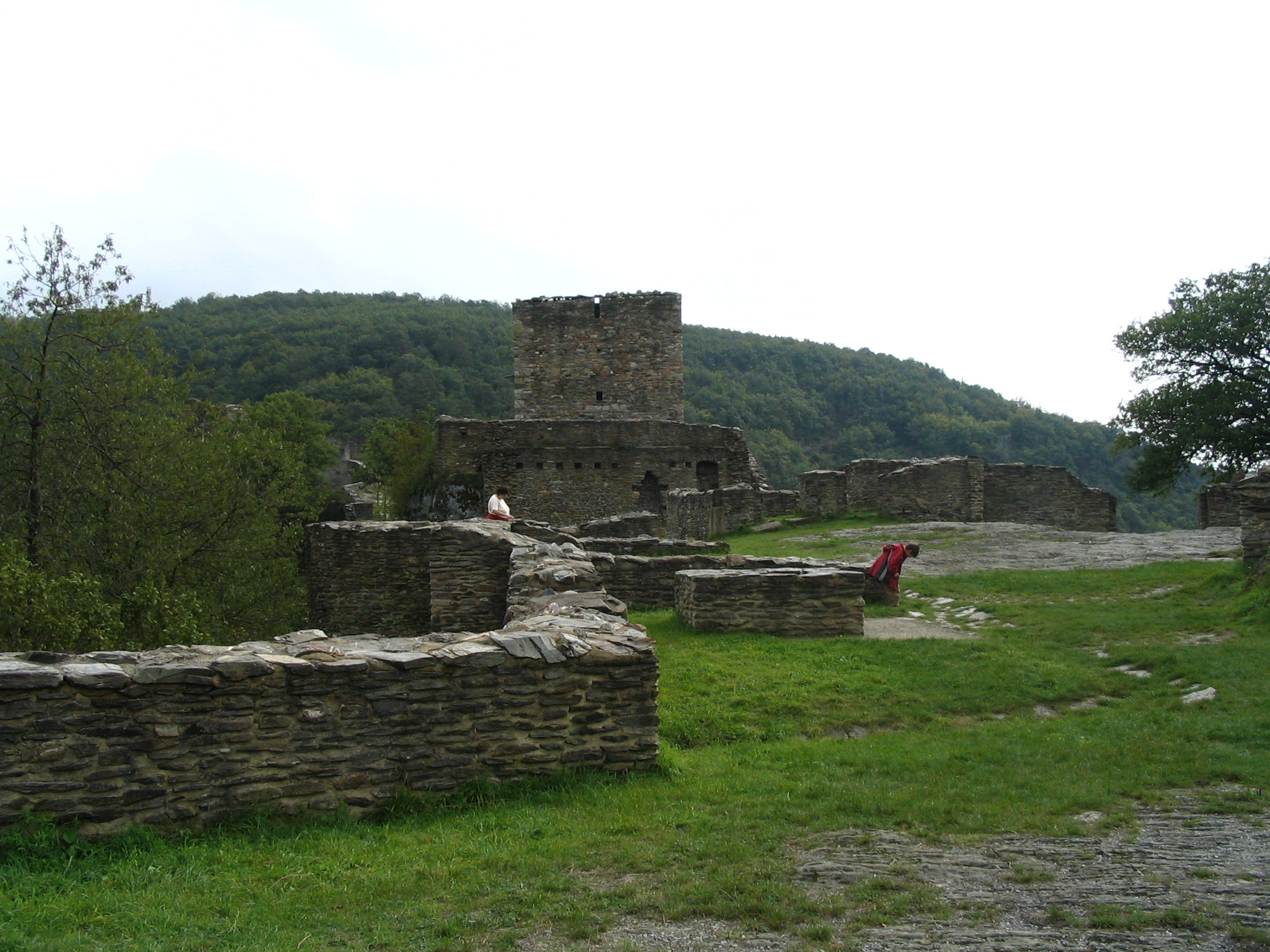
Turm der heutigen Burgverwaltung
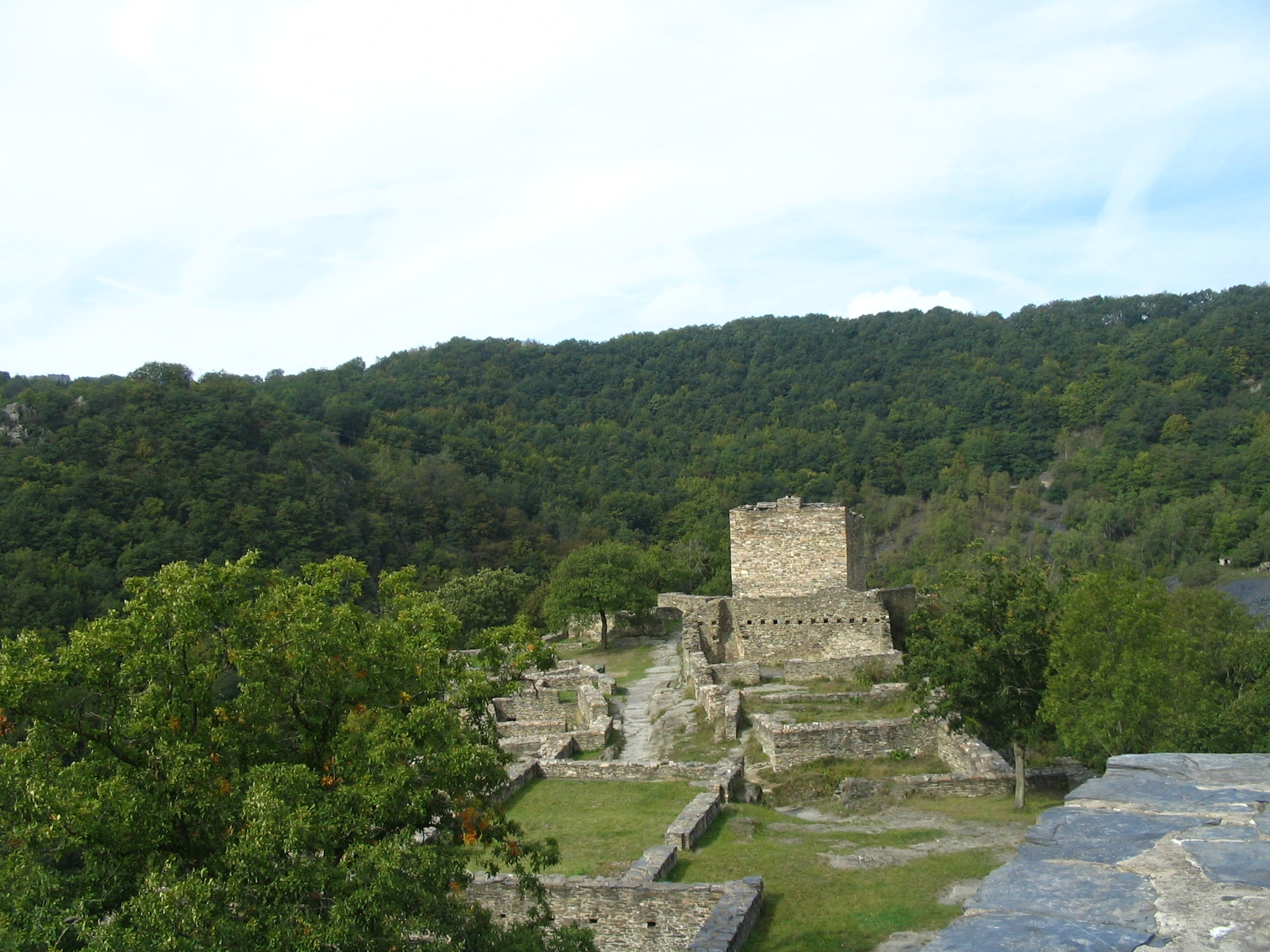
Blick von der Oberburg auf die Unterburg
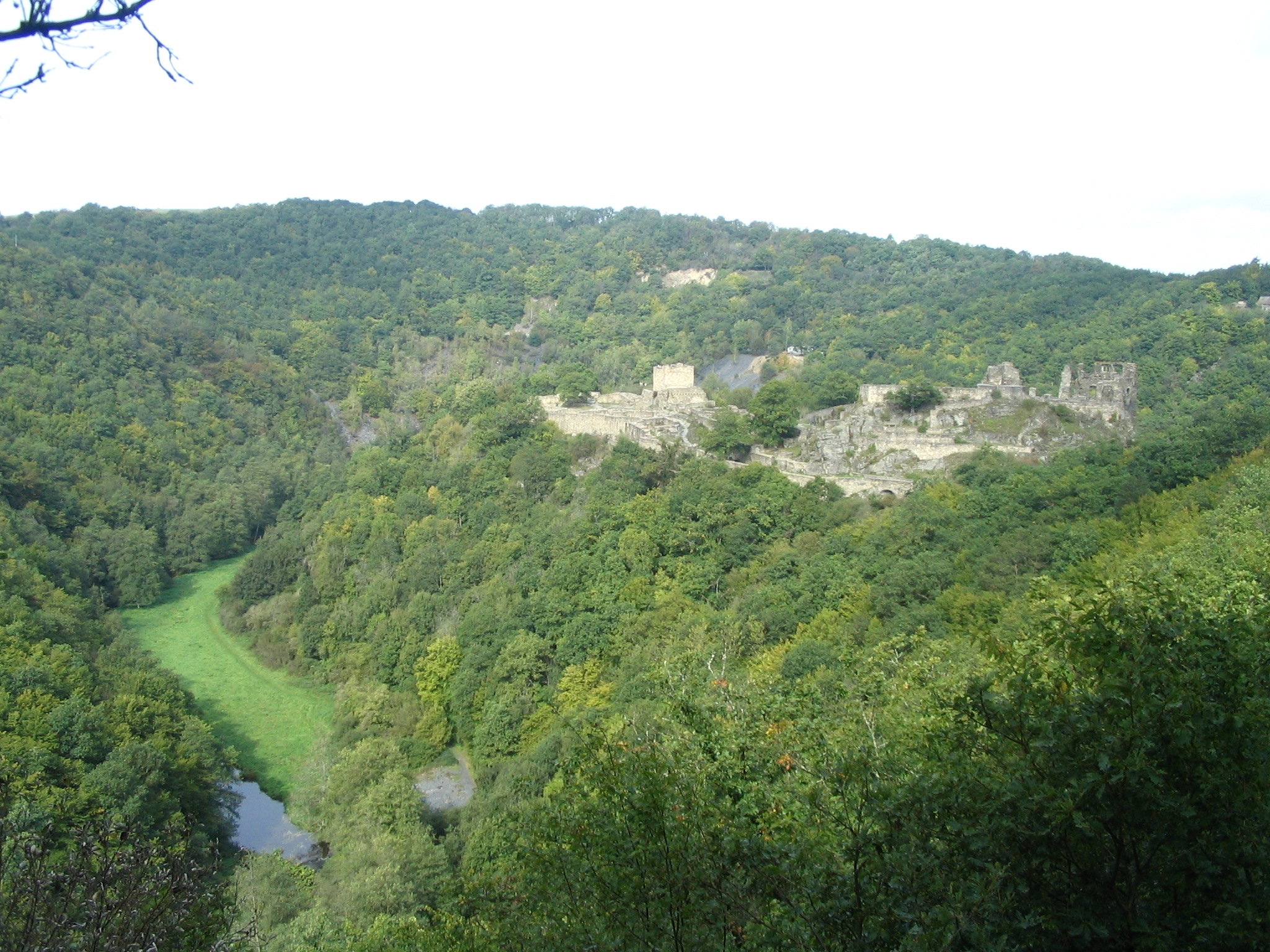
Schmidtburg und Hahnenbach